# Eurostile
Eurostile is een geometrisch schreefloos lettertype ontworpen in 1962 door Aldo Novarese als een van zijn beste producten voor de Italiaanse letteruitgeverij Nebiolo.
Eurostile is duidelijk gebaseerd op het gelijkvormige lettertype Microgramma, dat wel uitgegeven werd in meerdere zwaartes, maar enkel uit kapitalen bestond. Novarese nam de hoofdletters over en voegde de kleine letters toe in Eurostile, alsmede een 'Bold Condensed', en een 'Ultra Condensed' genaamd Eurostile Compact. Deze lettertypefamilie heeft totaal zeven sets: Eurostile, Eurostile Condensed, Eurostile Extended, Eurostile Bold Extended, Eurostile Bold Condensed, Eurostile Compact, Eurostile Bold.

## Eigenschappen
Eurostile is een populair lettertype voor reclamedrukwerk en logo's. 
Zijn lineaire vormen doen denken aan moderne architectuur, en zijn toepasbaarheid kan zowel technisch als functioneel zijn.
De kenmerkende vierkante vormen met geronde hoeken lijken op de oude televisieschermen, en was daarom populair voor gebruik in sciencefictionseries en filmtitels.
Uitgeverij URW bracht Eurostile op de markt met de uitbreidingen Grieks en Cyrillisch, superscript en subscript.
Dit lettertype telt 16 lettersets in 5 zwaartes en 3 breedtes.
URW bracht ook Eurostile Relief uit, met schaduwletters.
Ook Eurostile Stencil is van URW, ontworpen door Achaz Reuss, gebaseerd op Eurostile Black Extended.
De letterset Eurostile DisCaps bestaat enkel uit kleinkapitalen.
Linotype distribueert Eurostile al sinds enkele decennia, en werkte in de jaren 80 samen met Adobe aan een digitale PostScript versie. Deze lettertypefamilie bestaat uit 10 sets van 3 zwaartes en 3 breedtes. 
Eurostile LT van Linotype heeft een aantal aanpassingen in de niet-letterige karakters, hoewel omcirkelde letters (copyright, trademark) en apestaart ('@') en omega ('O') nog rond waren.
De lettertypefamilie telt 11 sets, inclusief een nieuwe 'Outline Bold' set.